# Giovanni de’ Medici
Giovanni de’ Medici (ur. 29 września 1544 we Florencji, zm. 20 listopada 1562 w Livorno) – włoski kardynał.

## Życiorys
Był synem Kosmy I Medyceusza i jego żony Eleonory z Toledo oraz bratem Ferdynanda I i Franciszka I. Jako drugi syn był przeznaczony do stanu duchownego, mimo to nigdy nie przyjął święceń kapłańskich. 31 stycznia 1560 został kreowany kardynałem i otrzymał diakonię S. Maria in Domnica. Tego samego roku, 19 czerwca, został administratorem apostolskim diecezji w Pizie. Nigdy nie zdążył przyjąć sakry, ponieważ zmarł w wieku 18 lat, na długo przed osiągnięciem kanonicznego wieku.